# Mario Theodoli
Mario Theodoli (Roma, 1601 – Roma, 27 giugno 1650) è stato un cardinale e vescovo cattolico italiano.

## Biografia
Nacque nel 1601 da Teodolo Theodoli e Flavia Fani.
Papa Urbano VIII lo elevò al rango di cardinale nel concistoro del 13 luglio 1643.
Morì il 27 giugno 1650.

## Genealogia episcopale e successione apostolica
La genealogia episcopale è:
- Cardinale Tolomeo Gallio
- Vescovo Cesare Speciano
- Patriarca Andrés Pacheco
- Cardinale Agostino Spinola
- Cardinale Giulio Cesare Sacchetti
- Cardinale Ciriaco Rocci
- Cardinale Mario Theodoli

La successione apostolica è:
- Arcivescovo Giacinto Serroni, O.P. (1647)